# Irena Borowik
Irena Borowik (ur. 1956) – religioznawca, socjolog religii, profesor Uniwersytetu Jagiellońskiego. W 2008 uzyskała tytuł naukowy profesora nauk humanistycznych.

## Wybrane publikacje
- Charyzma a codzienność : studium wpływu religii na życie codzienne, Kraków 1990
- Religie i kościoły w społeczeństwach postkomunistycznych: praca zbiorowa, współred. Andrzej Szyjewski, Kraków 1993
- Od Kościoła ludu do Kościoła wyboru: religia a przemiany społeczne w Polsce, współred. Witold Zdaniewicz, Kraków 1996
- New Religious Phenomena in Central and Eastern Europe, współred. Grzegorz Babiński, Kraków 1997
- Procesy instytucjonalizacji i prywatyzacji religii w powojennej Polsce, Kraków 1997
- Church - state relations in Central and Eastern Europe, red., Kraków 1999
- Odbudowanie pamięci: przemiany religijne w Środkowo-Wschodniej Europie po upadku komunizmu, red., Kraków 2000
- Pluralizm religijny i moralny w Polsce: raport z badań, współaut. Tadeusz Doktór, Kraków 2001
- Religion and Social Change in Post-Communist Europe, współred. Miklós Tomka, Kraków 2001
- Religions, Churches and the Scientific Studies of Religion: Poland and Ukraine, red., Kraków 2003